# Juan Álvarez de Caldas
Juan Álvarez de Caldas (Las Caldas, 1542 - 19 de septiembre de 1615) religioso español que llegó a ser obispo de Oviedo y Ávila.
El 12 de enero de 1605 fue nombrado obispo de Oviedo puesto en el que se mantiene hasta 1612 en él se traslada a Ávila al ser nombrado el 14 de septiembre de 1612 obispo de Ávila.
Fallece el 19 de septiembre de 1615.
| Predecesor: Alonso Martínez de la Torre     | Obispo de Oviedo 1605–1612 | Sucesor: Francisco de la Cueva     |
| Predecesor: Lorenzo Asensio Otaduy Avendaño | Obispo de Ávila 1612–1615  | Sucesor: Francisco González Zárate |

- Datos: Q9016191